# Incaricato del trattamento dei dati
L'Incaricato del trattamento dei dati è, ai sensi dell'art. 4, comma 1, lett. h) del decreto legislativo 30 giugno 2003, n. 196, noto come Codice della privacy, "la persona fisica autorizzata a compiere le operazioni di trattamento dal titolare o dal responsabile".
L'art. 30 del Codice precisa che le operazioni di trattamento possono essere compiute solo da soggetti nominati incaricati. Tale specificazione rende doverosa la designazione all'interno della struttura del titolare.
L'art. 30, inoltre, equipara la designazione per iscritto, in cui è puntualmente individuato l'ambito del trattamento alla semplice e documentata preposizione alle operazioni consentite di una persona fisica, nell'ambito della struttura del titolare. Si tratta di un'applicazione del principio di semplificazione di cui all'art. 2, comma 2, del Codice.